# Kanomljica s pritoki
Kanomljica s pritoki este o arie protejată (arie specială de conservare — SAC, sit de importanță comunitară — SCI) din Slovenia întinsă pe o suprafață de 16,18 ha, integral pe uscat.

## Localizare
Centrul sitului Kanomljica s pritoki este situat la coordonatele 46°02′37″N 13°55′53″E / 46.0435°N 13.9314°E.

## Înființare
Situl Kanomljica s pritoki a fost declarat sit de importanță comunitară în aprilie 2013 pentru a proteja 2 specii de animale. Situl a fost protejat și ca arie specială de conservare în aprilie 2015.

## Biodiversitate
Situată în ecoregiunea alpină, aria protejată nu include niciun habitat protejat.
La baza desemnării sitului se află mai multe specii protejate:
- nevertebrate (1): Austropotamobius torrentium
- pești (1): Salmo marmoratus